# Compsophorus nigricoxatus
Compsophorus nigricoxatus là một loài tò vò trong họ Ichneumonidae.